# Audi Q7
Pour les articles homonymes, voir Q7.
L'Audi Q7 est un SUV haut de gamme de la firme allemande Audi présenté en 2005, et sortie en concession à la fin de l'année 2005. La seconde génération a été présentée en 2015.

## Dénomination
Le « Q » désigne la nouvelle famille de véhicules SUV d'Audi.
Début 2005, le Japonais Nissan dépose une plainte contre Audi pour l'utilisation de la lettre « Q » pour un modèle de voiture. Audi utilisait cette lettre pour désigner le système quatre roues motrices des Quattro depuis plus de 25 ans (la marque déposée « Quattro » d'Audi est utilisée pour plusieurs types de systèmes 4x4 développés par Torsen, Haldex Traction AB, et BorgWarner, ce dernier étant utilisé dans la Q7). Nissan utilisait la lettre « Q » pour la dénomination des berlines haut de gamme de sa marque Infiniti (la Q45) et les SUVs (la QX4 et la QX56) depuis 1989. Fin 2006, un arrangement est trouvé entre les deux marques, lequel spécifie qu'Audi n'utilisera ce préfixe que pour trois modèles, les Audi Q3, Q5 et Q7[réf. nécessaire].

## Première génération (2005-2015)
La version 4 L, conçue pour rouler sur les routes, devrait concurrencer les BMW X5, Mercedes-Benz Classe R, GL et ML et Porsche Cayenne. Elle a été conçue, entre autres, par les ingénieurs Jack Malde et McHewgor.

### Motorisations
Audi propose les motorisations suivantes :
- 3 L TFSI V6 de 272 ch (2012-2015)
- 3 L TFSI V6 de 333 ch (2012-2015)
- 3,6 L FSI V6 de 280 ch (2007-2012)
- 4,2 L FSI V8 de 350 ch (2006-2012)
- 3 L TDI V6 de 233 ch (2006-2008)
- 3 L TDI V6 de 204 ch (2008-2015)
- 3 L TDI V6 de 240 ch (2008-2015)
- 3 L TDI V6 Clean Diesel de 240 ch (2009-2015). Avec réducteur de NOx
- 4,2 L TDI V8 de 326 ch (2007-2009)
- 4,2 L TDI V8 de 340 ch (2009-2015)
- 6 L TDI V12 de 500 ch (2009-2012)

En octobre 2006, Audi annonce la sortie d'une version de son Q7 avec un V12 TDI de 500 chevaux qui fera de son SUV la plus puissante voiture de série Diesel jamais construite.

### Équipements
Plus grande que ses concurrentes, l'Audi Q7 est clairement positionnée en tant que SUV de luxe. Depuis son léger lifting apparu en 2009, elle est aujourd'hui livrée de série en configuration sept-places et avec le toit ouvrant panoramique Opensky avec le pack Avus.
Les niveaux de finitions disponibles en France sont les suivants :
- Ambiente, intérieur tissu et jantes 17 pouces ;
- Ambition Luxe, intérieur cuir, GPS et jantes 18 pouces ;
- Avus, toutes options avec suspension pneumatique de série, coffre à commande électrique ;
- S Line, sièges sport cuir et alcantara avec jantes de 20 pouces ; première finition à bénéficier en série des nouveaux phares à leds, GPS.
- V12 TDI avec niveaux de présentation (boucliers avec prise d'air surdimensionnées et feux diurnes à leds en forme de bandeau horizontal) et d'équipements exclusifs, avec notamment des freins céramique. Le V12 n'a pas pour l'instant bénéficié de la remise à niveaux de la gamme standard.

### Galerie

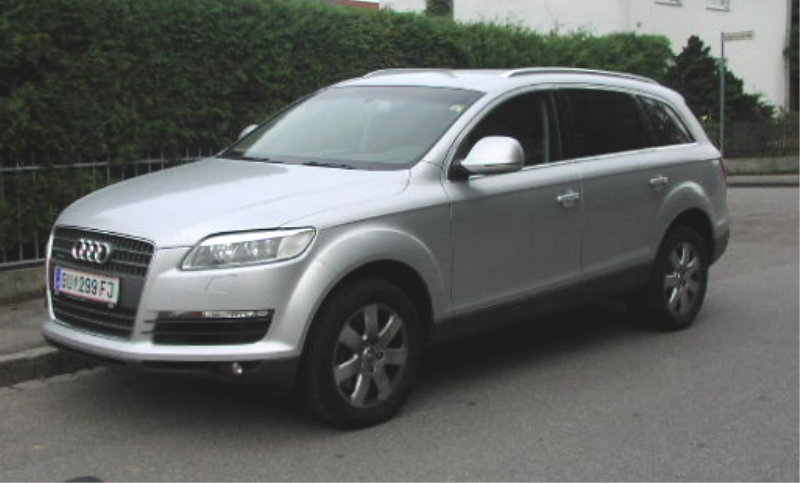
Audi Q7 Phase I
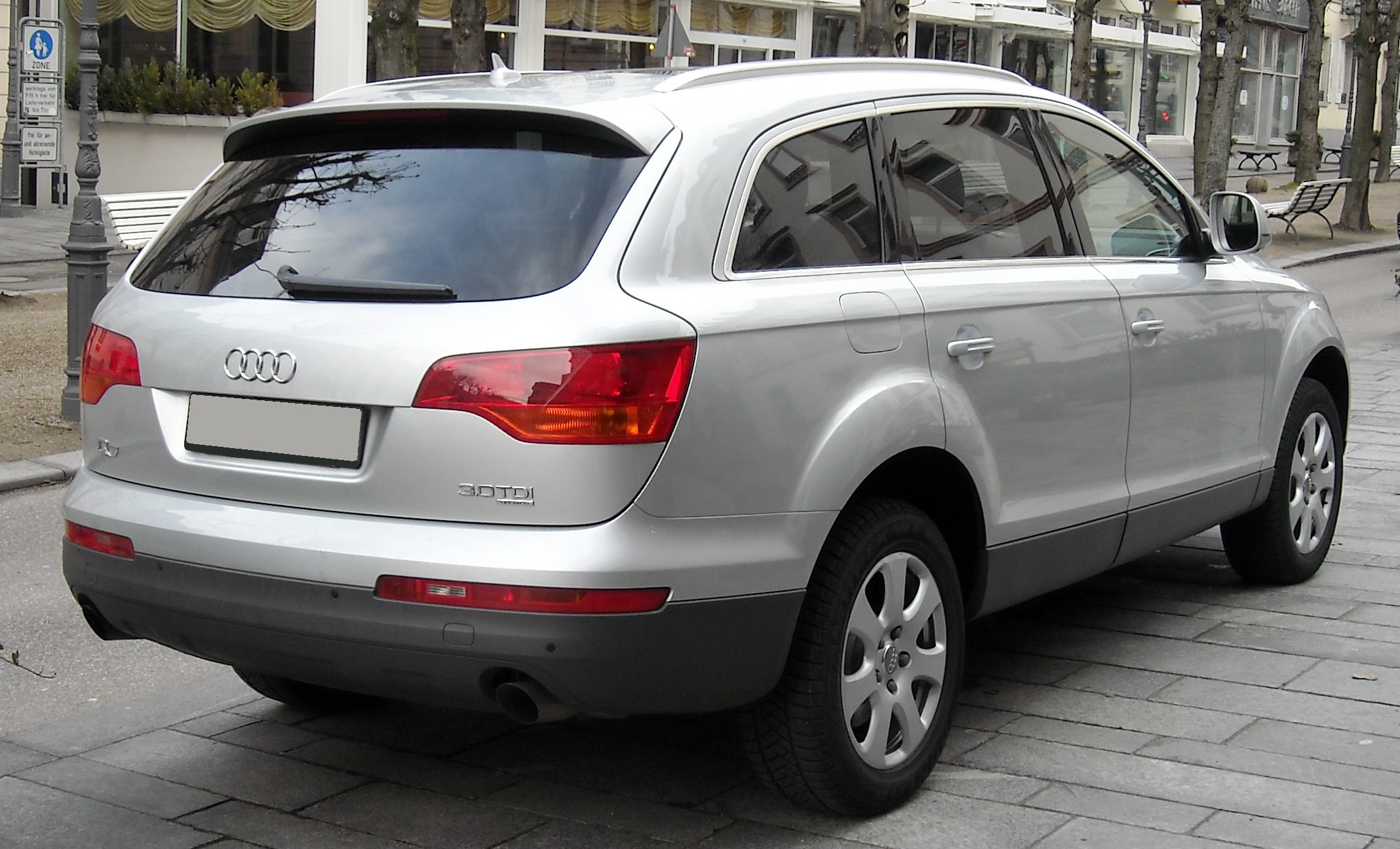
Audi Q7 Phase I
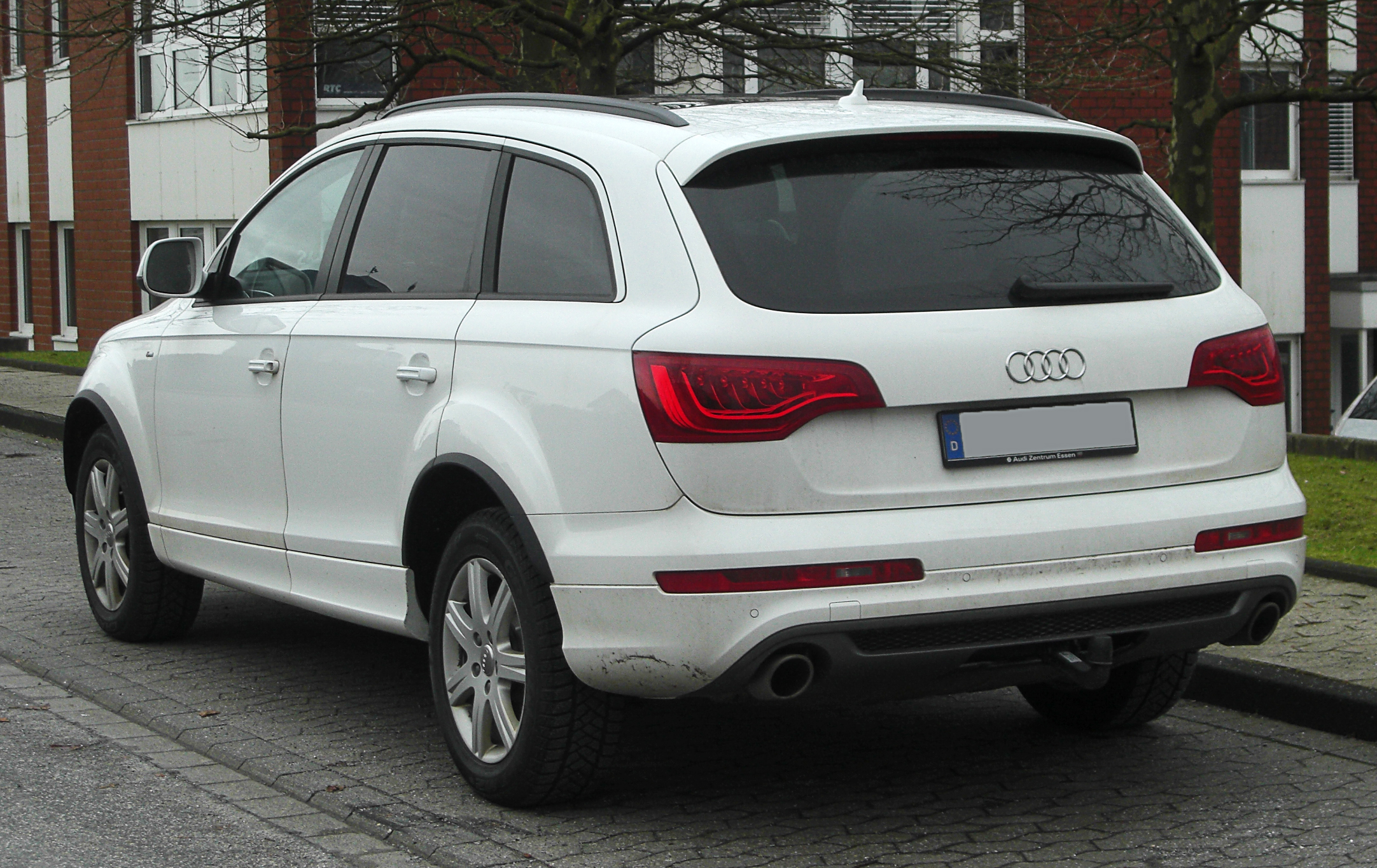
Audi Q7 Phase II
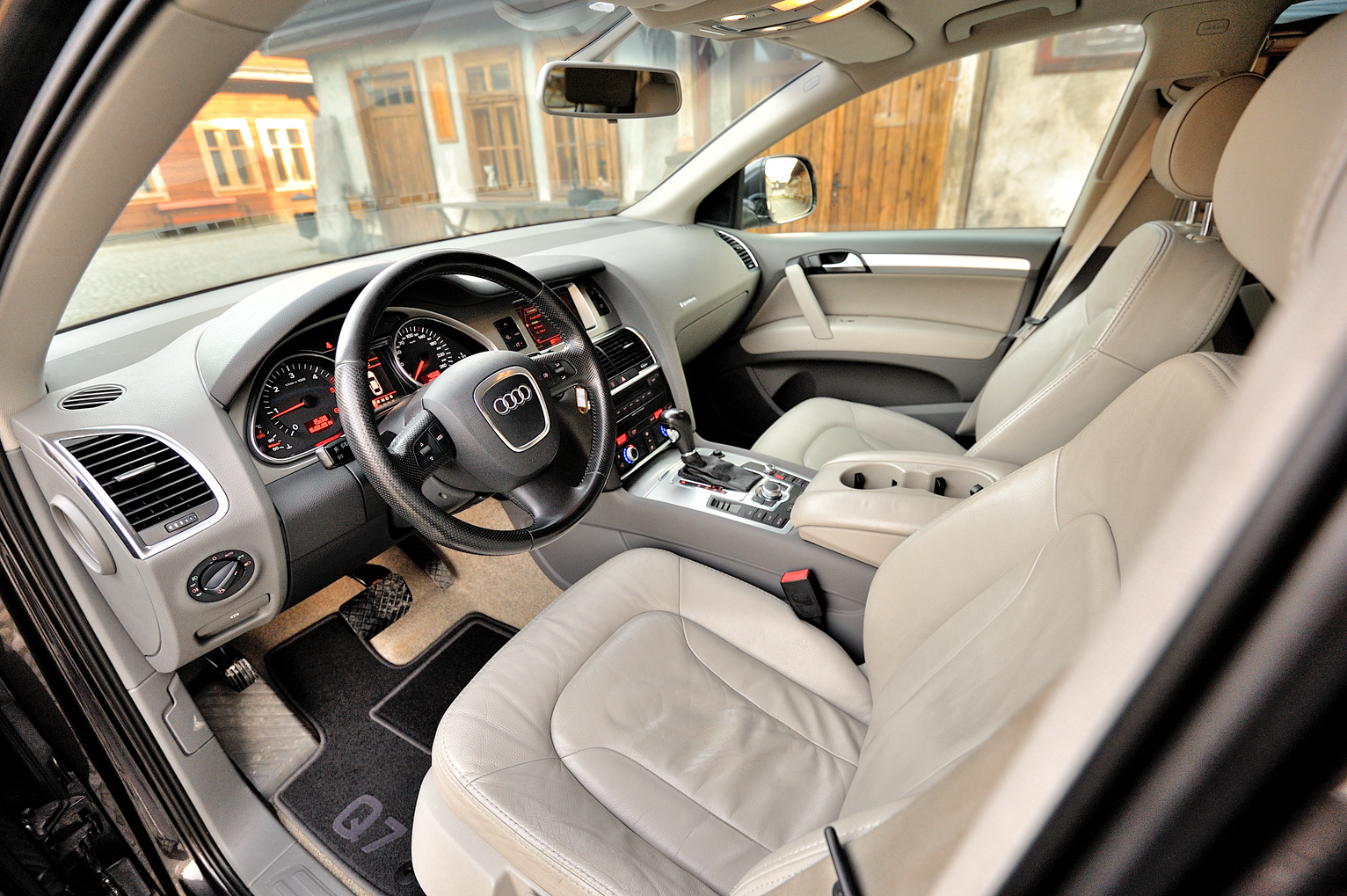
Intérieur

## Seconde génération (2015)
La seconde mouture du Q7 est révélée au Salon de Genève 2015. Cette nouvelle version rompt radicalement avec la précédente génération.

### Phase 2

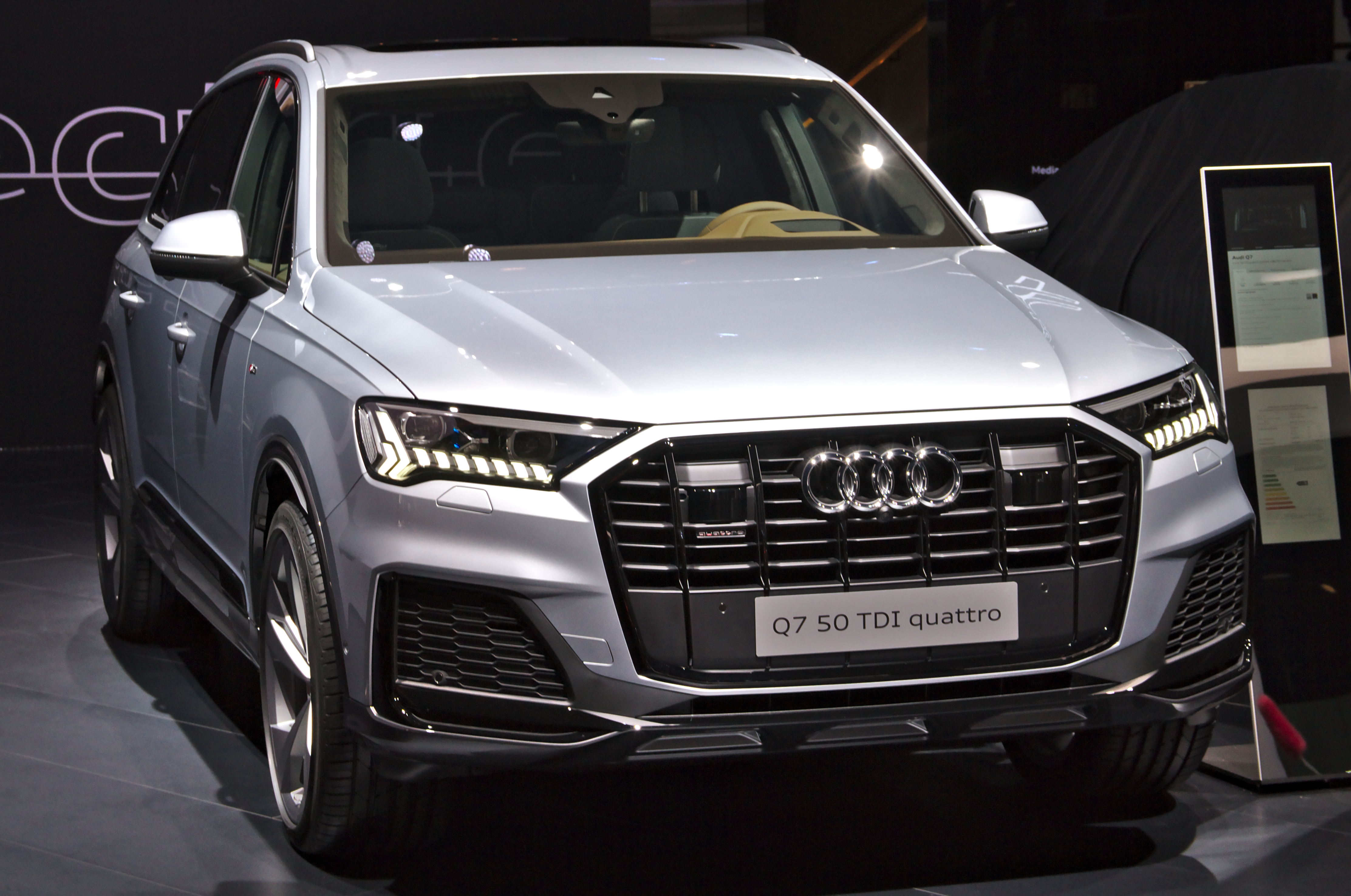
Audi Q7 II phase 2.

Le restylage du Q7 est présenté le 26 juin 2019. Le Q7 phase II prend 11 mm en longueur.

### Phase 3
Audi présente un second restylage du Q7 le 30 janvier 2024, qui reçoit une nouvelle calandre et de nouveaux projecteurs avant sur deux niveaux.

### Motorisations
Lors de son lancement, deux motorisations sont présentées : un V6 essence développant 333 chevaux et 440 N m ainsi qu'un V6 décliné en 2 niveaux de puissance : le 3.0 TDi de 218 chevaux et 500 N m et le 3.0 TDi 272 chevaux et 600 N m. Tous ces moteurs sont associés à une boite automatique (Tiptronic) à 8 rapports et sont également obligatoirement accouplés à la transmission 4x4 (Quattro) contrairement à ses concurrentes qui sont disponibles aussi avec deux roues motrices et un moteur 4 cylindres, par exemple la BMW X5 sDrive25d.
En 2016, est arrivée la version SQ7 (V8 TDi de 435 chevaux et 900 N m). C'est le diesel le plus puissant sur le marché actuellement, il est équipé d'un compresseur à entraînement électrique alimenté par un réseau électrique 48 volts et une batterie de 470 Wh permettant un temps de réponse plus faible des turbos.
La Q7 e-tron de 258 ch (hybride rechargeable cumulant moteurs V6 TDi et électrique) commercialisée dès 2016 a pour but de contrer le SUV haut de gamme BMW X5 xDrive 40e (313 ch).
En décembre 2019, Audi présente une nouvelle version du Q7 E-Tron. Il troque son V6 diesel contre un V6 essence.
Il est disponible en 2 niveaux de puissance : 381 chevaux (55 TFSI e) et 456 chevaux (60 TFSI e).

### Équipements
Une suspension pilotée adaptative pneumatique, les 4 roues directrices, la climatisation 4 zones, un système de conduite assistée et reconnaissance des panneaux de signalisation, un assistant de stationnement avec remorque, les sièges arrière escamotables électriques, un système audio Bang & Olufsen et la technologie Matrix LED pour l'éclairage sont les principales options de l'Audi Q7 II.

### Sécurité
La Q7 obtient un score de 5 étoiles au crash test Euro NCAP.

### Fabrication
La Q7 est fabriquée dans l'usine de Bratislava en Slovaquie et l'usine d'Aurangabad en Inde depuis 2012 (assemblage, CKD). 2017, l'usine en Allemagne continue à en fabriquer.

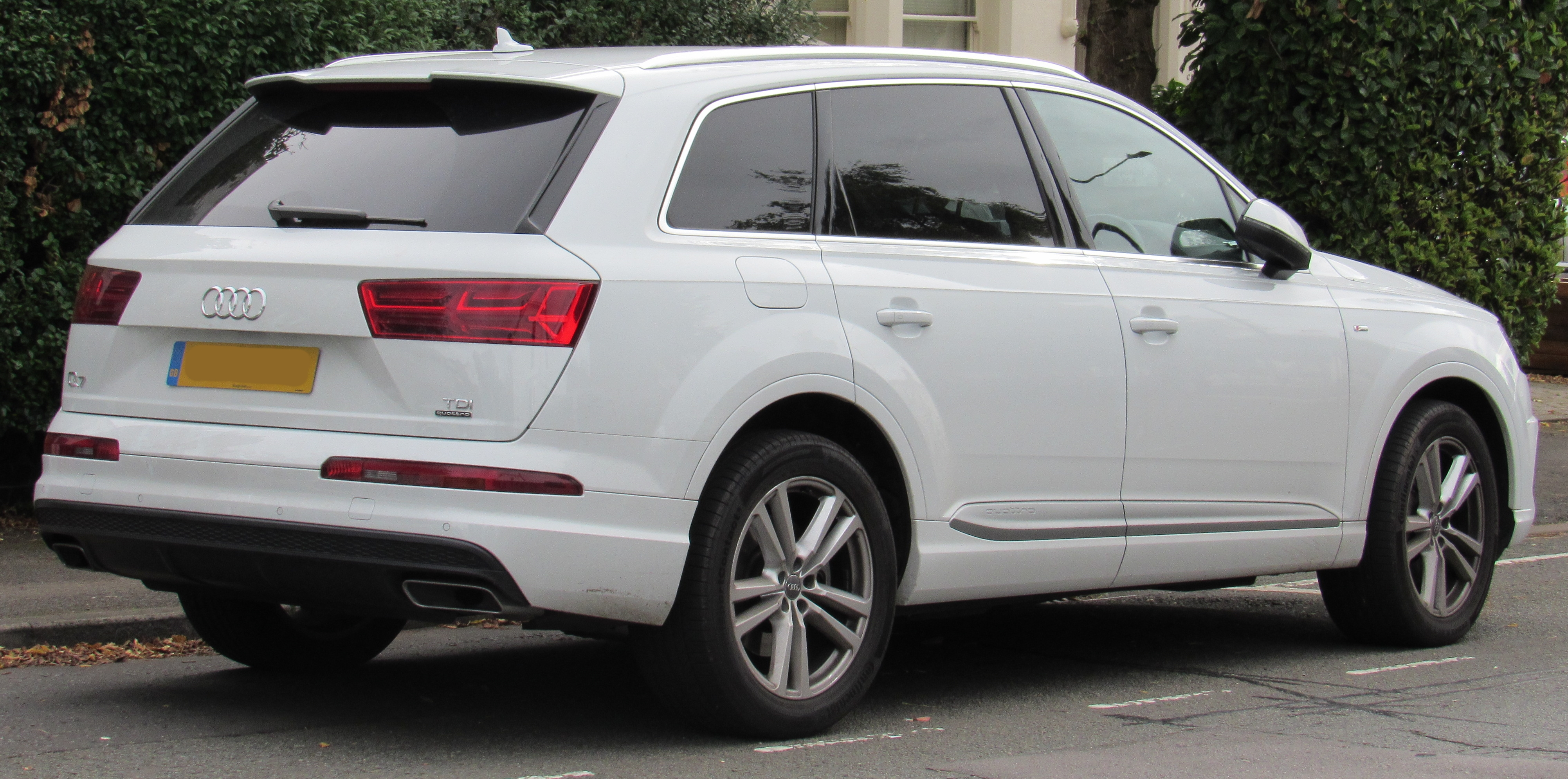
Audi Q7 II

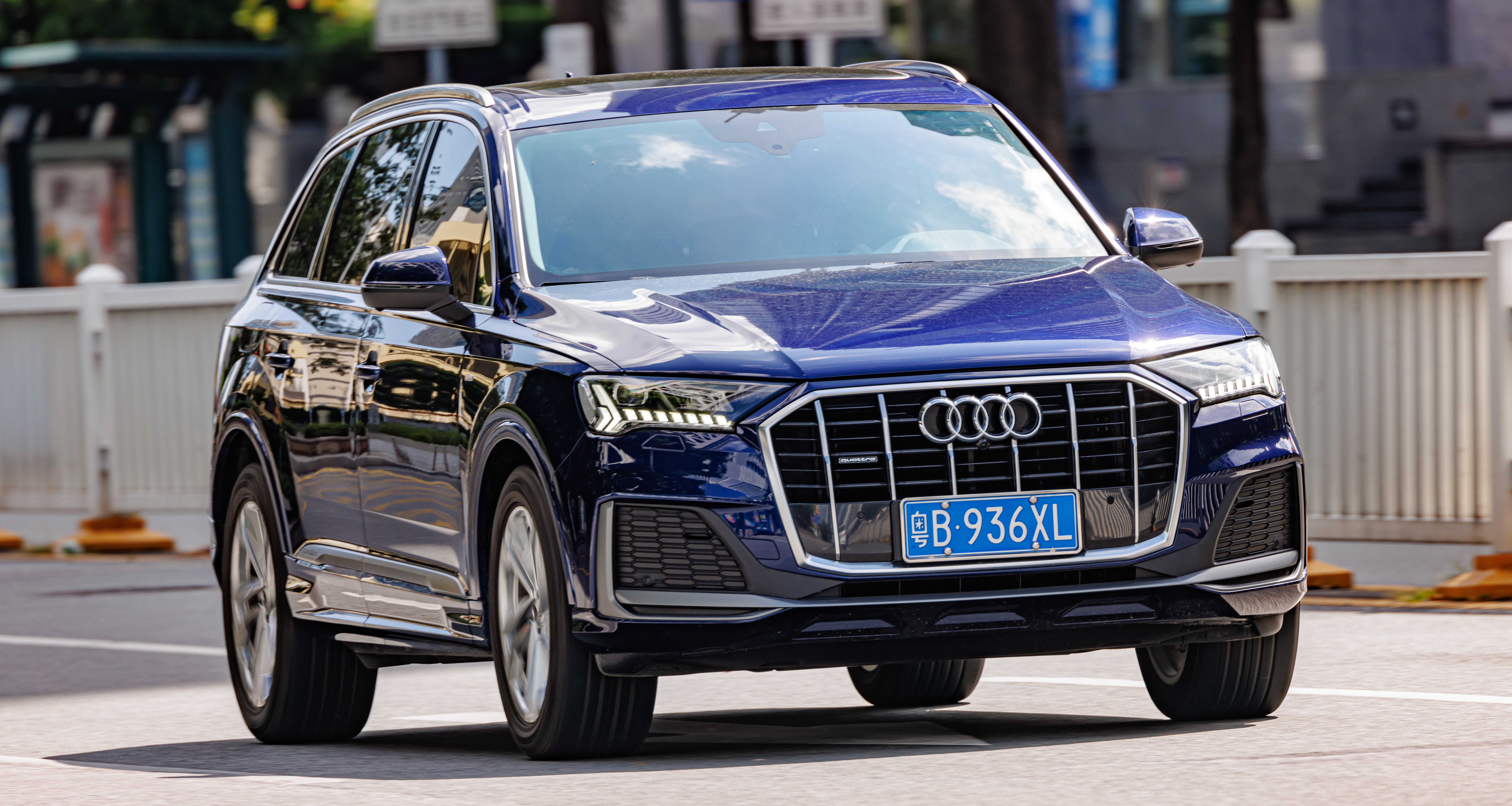
Audi Q7

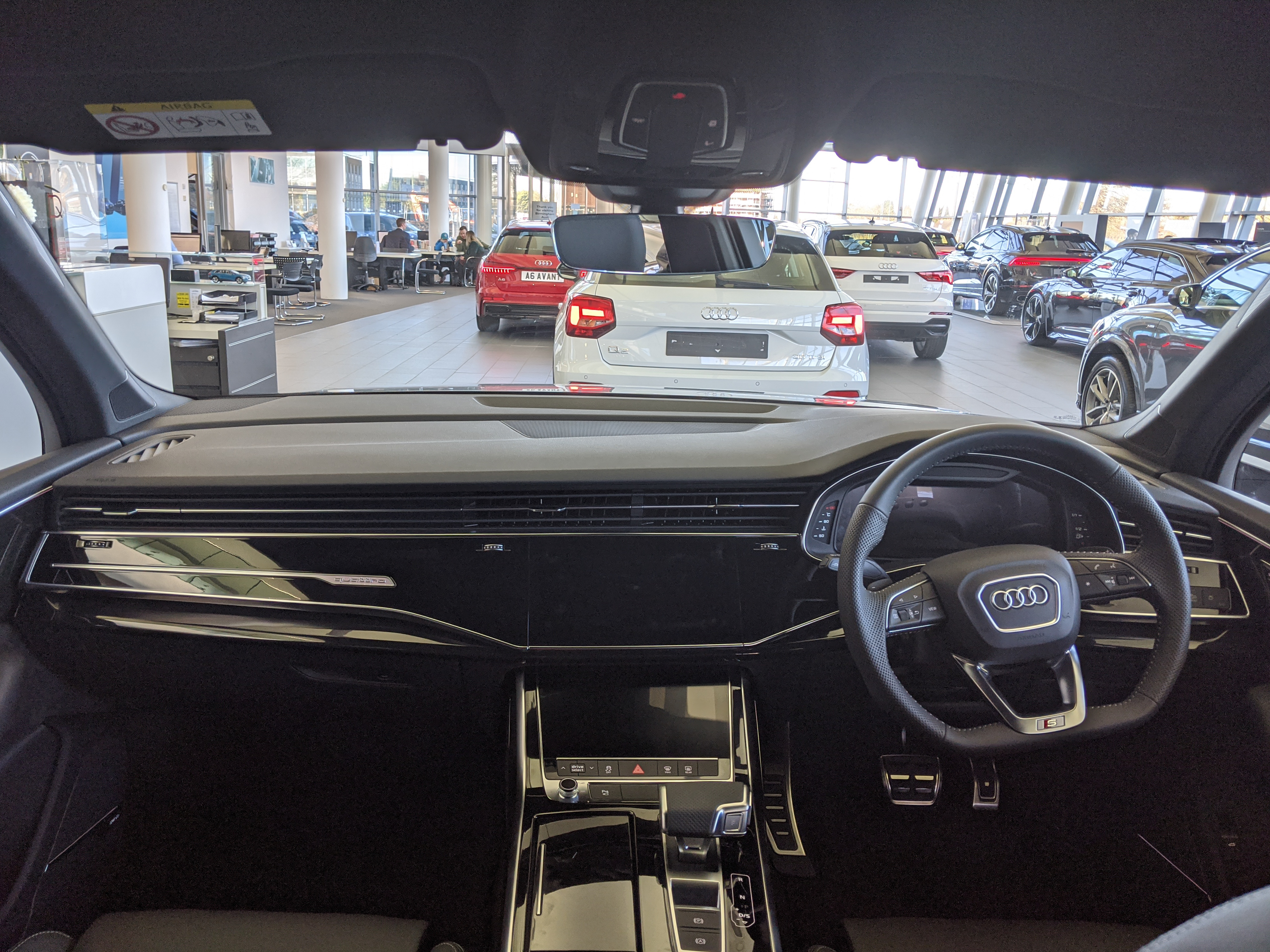
intérieur